# Бровић
Бровић је насеље у градској општини Обреновац у граду Београду. Према попису из 2022. било је 619 становника.

## Демографија
У насељу Бровић живи 619 пунолетних становника, а просечна старост становништва износи 39,6 година (38,3 код мушкараца и 41,0 код жена). У насељу има 279 домаћинстава, а просечан број чланова по домаћинству је 2,81.
Ово насеље је великим делом насељено Србима (према попису из 2002. године).
|  |

| Демографија | Демографија | Демографија |
| Година      | Становника  | Становника  |
| ----------- | ----------- | ----------- |
| 1948.       | 912         |             |
| 1953.       | 970         |             |
| 1961.       | 901         |             |
| 1971.       | 876         |             |
| 1981.       | 879         |             |
| 1991.       | 911         | 884         |
| 2002.       | 783         | 807         |

| Етнички састав према попису из 2002.‍ | Етнички састав према попису из 2002.‍ | Етнички састав према попису из 2002.‍ | Етнички састав према попису из 2002.‍ | Етнички састав према попису из 2002.‍ |
| ------------------------------------ | ------------------------------------ | ------------------------------------ | ------------------------------------ | ------------------------------------ |
|                                      |                                      |                                      |                                      |                                      |
| Срби                                 | Срби                                 |                                      | 776                                  | 99,10%                               |
| Црногорци                            | Црногорци                            |                                      | 3                                    | 0,38%                                |
| Мађари                               | Мађари                               |                                      | 1                                    | 0,12%                                |
| Југословени                          | Југословени                          |                                      | 1                                    | 0,12%                                |
| непознато                            | непознато                            |                                      | 2                                    | 0,25%                                |

| Година пописа     | 1948. | 1953. | 1961. | 1971. | 1981. | 1991. | 2002. |
| ----------------- | ----- | ----- | ----- | ----- | ----- | ----- | ----- |
| Број домаћинстава | 186   | 209   | 219   | 240   | 263   | 240   | 279   |

| Број чланова      | 1  | 2  | 3  | 4  | 5  | 6  | 7 | 8 | 9 | 10 и више | Просек |
| ----------------- | -- | -- | -- | -- | -- | -- | - | - | - | --------- | ------ |
| Број домаћинстава | 72 | 74 | 38 | 51 | 27 | 14 | 2 | 0 | 0 | 1         | 2,81   |

| Пол    | Укупно | Неожењен/Неудата | Ожењен/Удата | Удовац/Удовица | Разведен/Разведена | Непознато |
| ------ | ------ | ---------------- | ------------ | -------------- | ------------------ | --------- |
| Мушки  | 331    | 107              | 193          | 16             | 11                 | 4         |
| Женски | 326    | 55               | 194          | 66             | 8                  | 3         |
| УКУПНО | 657    | 162              | 387          | 82             | 19                 | 7         |

| Пол    | Укупно                    | Пољопривреда, лов и шумарство | Рибарство                            | Вађење руде и камена | Прерађивачка индустрија       |
| ------ | ------------------------- | ----------------------------- | ------------------------------------ | -------------------- | ----------------------------- |
| Мушки  | 177                       | 95                            | 0                                    | 1                    | 36                            |
| Женски | 100                       | 61                            | 0                                    | 0                    | 7                             |
| УКУПНО | 277                       | 156                           | 0                                    | 1                    | 43                            |
| Пол    | Производња и снабдевање   | Грађевинарство                | Трговина                             | Хотели и ресторани   | Саобраћај, складиштење и везе |
| Мушки  | 7                         | 7                             | 6                                    | 1                    | 10                            |
| Женски | 0                         | 1                             | 11                                   | 1                    | 3                             |
| УКУПНО | 7                         | 8                             | 17                                   | 2                    | 13                            |
| Пол    | Финансијско посредовање   | Некретнине                    | Државна управа и одбрана             | Образовање           | Здравствени и социјални рад   |
| Мушки  | 0                         | 2                             | 3                                    | 2                    | 0                             |
| Женски | 2                         | 2                             | 0                                    | 4                    | 5                             |
| УКУПНО | 2                         | 4                             | 3                                    | 6                    | 5                             |
| Пол    | Остале услужне активности | Приватна домаћинства          | Екстериторијалне организације и тела | Непознато            | Непознато                     |
| Мушки  | 6                         | 0                             | 0                                    | 1                    | 1                             |
| Женски | 1                         | 0                             | 0                                    | 2                    | 2                             |
| УКУПНО | 7                         | 0                             | 0                                    | 3                    | 3                             |